# Leichtathletik-NACAC-Meisterschaften
Die Leichtathletik-NACAC-Meisterschaften sind die Kontinentalmeisterschaften der Leichtathletik für Nord- und Zentralamerika und die Karibik. Ausgerichtet wird sie durch die North American, Central American and Caribbean Athletic Association (NACAC).
Sie sind nicht mit den Leichtathletik-Zentralamerika- und Karibikmeisterschaften zu verwechseln.

## Ausgaben
| # | Jahr | Austragungsort | Staat       | Datum          | Stadion                            | Wettbewerbe | Sportler |
| - | ---- | -------------- | ----------- | -------------- | ---------------------------------- | ----------- | -------- |
| 1 | 2007 | San Salvador   | El Salvador | 13.–15. Juli   | Estadio Jorge "El Mágico" González | 42          | 275      |
| 2 | 2015 | San José       | Costa Rica  | 7.–9. August   | Estadio Nacional de Costa Rica     | 38          | 369      |
| 3 | 2018 | Toronto        | Kanada      | 10.–12. August | Varsity Stadium                    | 42          | 319      |
| 4 | 2022 | Freeport       | Bahamas     | 19.–21. August | Grand Bahama Sports Complex        | 45          | 329      |
| 5 | 2024 | San Salvador   | El Salvador | 7.–9. Juni     | Estadio Jorge „El Mágico“ González |             |          |

## Medaillenspiegel
| Rang   | Nation                         | Gold | Silber | Bronze | Gesamt |
| ------ | ------------------------------ | ---- | ------ | ------ | ------ |
| 1      | Vereinigte Staaten             | 109  | 65     | 42     | 216    |
| 2      | Jamaika                        | 18   | 28     | 19     | 65     |
| 3      | Trinidad und Tobago            | 6    | 9      | 11     | 26     |
| 4      | Kanada                         | 5    | 12     | 21     | 38     |
| 5      | Kuba                           | 5    | 6      | 8      | 19     |
| 6      | Mexiko                         | 4    | 16     | 7      | 27     |
| 7      | El Salvador                    | 4    | 2      | 2      | 8      |
| 8      | St. Lucia                      | 3    | 0      | 2      | 5      |
| 9      | Guatemala                      | 2    | 2      | 6      | 10     |
| 10     | Dominica                       | 2    | 1      | 2      | 5      |
| 11     | Britische Jungferninseln       | 2    | 1      | 0      | 3      |
| 12     | Bahamas                        | 1    | 4      | 9      | 14     |
| 13     | Dominikanische Republik        | 1    | 4      | 4      | 9      |
| 14     | Puerto Rico                    | 1    | 3      | 7      | 11     |
| 15     | Costa Rica                     | 1    | 2      | 6      | 9      |
| 16     | St. Kitts und Nevis            | 1    | 1      | 2      | 4      |
| 17     | Grenada                        | 1    | 0      | 1      | 2      |
| 17     | Honduras                       | 1    | 0      | 1      | 2      |
| 19     | Barbados                       | 0    | 3      | 7      | 10     |
| 20     | St. Vincent und die Grenadinen | 0    | 2      | 1      | 3      |
| 21     | Antigua und Barbuda            | 0    | 1      | 1      | 2      |
| 22     | Belize                         | 0    | 1      | 0      | 1      |
| 22     | Bermuda                        | 0    | 1      | 0      | 1      |
| 24     | Haiti                          | 0    | 0      | 1      | 1      |
| 24     | Nicaragua                      | 0    | 0      | 1      | 1      |
| 24     | Turks- und Caicosinseln        | 0    | 0      | 1      | 1      |
| 24     | Amerikanische Jungferninseln   | 0    | 0      | 1      | 1      |
| Gesamt | Gesamt                         | 167  | 164    | 163    | 494    |